# Bereich Loreley
Der Bereich Loreley ist einer von zwei Weinbaubereichen im in § 3 Abs. 1 Nr. 5 Weingesetz genannten Weinbaugebiet Mittelrhein. Er liegt in Rheinland-Pfalz und ist benannt nach dem Loreley-Felsen am Rhein.
Der Bereich Loreley umfasst zehn Großlagen entlang des Rheins zwischen Trechtingshausen im Landkreis Mainz-Bingen und Unkel im Landkreis Neuwied sowie der Lahn. Die hängig-steile Anbaufläche ist insgesamt rd. 447 ha groß. Der Weinbau wird in 89 Einzellagen betrieben.

## Groß- und Einzellagen
| Großlage (Leitgemeinde)            | Leitgemeinde      | Einzellage              | Fläche in ha | Bemerkung                                   |
| ---------------------------------- | ----------------- | ----------------------- | ------------ | ------------------------------------------- |
| Burg Hammerstein (Hammerstein)     | Bad Hönningen     | Schloßberg              | 9            |                                             |
| Burg Hammerstein (Hammerstein)     | Dattenberg        | Gertrudenberg           | 1            |                                             |
| Burg Hammerstein (Hammerstein)     | Hammerstein       | Hölle                   | 6            |                                             |
| Burg Hammerstein (Hammerstein)     | Hammerstein       | In den Layfelsen        | 2            |                                             |
| Burg Hammerstein (Hammerstein)     | Hammerstein       | Schloßberg              | 5            | Großlage nach der Burg Hammerstein benannt  |
| Burg Hammerstein (Hammerstein)     | Leubsdorf         | Weißes Kreuz            | 1            |                                             |
| Burg Hammerstein (Hammerstein)     | Leutesdorf        | Forstberg               | 17           |                                             |
| Burg Hammerstein (Hammerstein)     | Leutesdorf        | Gartenlay               | 17           |                                             |
| Burg Hammerstein (Hammerstein)     | Leutesdorf        | Rosenberg               | 7            |                                             |
| Burg Hammerstein (Hammerstein)     | Linz              | Rheinhöller             | 1            |                                             |
| Burg Hammerstein (Hammerstein)     | Rheinbrohl        | Monte Jup               | 1            |                                             |
| Burg Hammerstein (Hammerstein)     | Rheinbrohl        | Römerberg               | 1            |                                             |
| Burg Hammerstein (Hammerstein)     | Unkel             | Sonnenberg              | 3            |                                             |
| Burg Rheinfels (Sankt Goar)        | Sankt Goar        | Ameisenberg             | 1            |                                             |
| Burg Rheinfels (Sankt Goar)        | Sankt Goar        | Frohwingert             | 2            | Großlage nach der Burg Rheinfels benannt    |
| Burg Rheinfels (Sankt Goar)        | Sankt Goar        | Rosenberg               | 1            |                                             |
| Gedeonseck (Boppard)               | Bopparder Hamm    | Elfenley                | 2            |                                             |
| Gedeonseck (Boppard)               | Bopparder Hamm    | Fässerlay               | 14           |                                             |
| Gedeonseck (Boppard)               | Bopparder Hamm    | Feuerlay                | 17           |                                             |
| Gedeonseck (Boppard)               | Bopparder Hamm    | Mandelstein             | 11           |                                             |
| Gedeonseck (Boppard)               | Bopparder Hamm    | Ohlenberg               | 8            |                                             |
| Gedeonseck (Boppard)               | Bopparder Hamm    | Weingrube               | 11           |                                             |
| Gedeonseck (Boppard)               | Rhens             | König Wenzel            | 1            |                                             |
| Gedeonseck (Boppard)               | Rhens             | Sonnenlay               | 2            |                                             |
| Gedeonseck (Boppard)               | Spay              | Engelstein              | 2            |                                             |
| (Hirzenach)                        | Hirzenach         | Probsteiberg            | 1            | großlagenfrei                               |
| Herrenberg (Kaub)                  | Dörscheid         | Kupferflöz              | 2            |                                             |
| Herrenberg (Kaub)                  | Dörscheid         | Wolfsnack               | 6            |                                             |
| Herrenberg (Kaub)                  | Kaub              | Backofen                | 2            |                                             |
| Herrenberg (Kaub)                  | Kaub              | Blüchertal              | 4            |                                             |
| Herrenberg (Kaub)                  | Kaub              | Pfalzgrafenstein        | 1            |                                             |
| Herrenberg (Kaub)                  | Kaub              | Rauschelay              | 2            |                                             |
| Herrenberg (Kaub)                  | Kaub              | Roßstein                | 1            |                                             |
| Loreleyfelsen (Sankt Goarshausen)  | Bornich           | Rothenack               | 3            |                                             |
| Loreleyfelsen (Sankt Goarshausen)  | Kamp-Bornhofen    | Liebenstein-Sterrenberg | 1            |                                             |
| Loreleyfelsen (Sankt Goarshausen)  | Kamp-Bornhofen    | Pilgerpfad              | 1            |                                             |
| Loreleyfelsen (Sankt Goarshausen)  | Nochern           | Brünnchen               | 9            |                                             |
| Loreleyfelsen (Sankt Goarshausen)  | Patersberg        | Teufelstein             | 1            |                                             |
| Loreleyfelsen (Sankt Goarshausen)  | Sankt Goarshausen | Burg Katz               | 2            | Einzellage nach der Burg Katz benannt       |
| Loreleyfelsen (Sankt Goarshausen)  | Sankt Goarshausen | Burg Maus               | 4            | Einzellage nach der Burg Maus benannt       |
| Loreleyfelsen (Sankt Goarshausen)  | Sankt Goarshausen | Hessern                 | 1            |                                             |
| Loreleyfelsen (Sankt Goarshausen)  | Sankt Goarshausen | Loreley Edel            | 2            |                                             |
| Marksburg (Koblenz)                | Braubach          | Marmorberg              | 1            | Großlage nach der Marksburg benannt         |
| Marksburg (Koblenz)                | Braubach          | Mühlberg                | 1            |                                             |
| Marksburg (Koblenz)                | Ehrenbreitstein   | Kreuzberg               | 8            |                                             |
| Marksburg (Koblenz)                | Koblenz           | Königshof               | 2            |                                             |
| Marksburg (Koblenz)                | Koblenz           | Schnorbach Brückstück   | 1            |                                             |
| Marksburg (Koblenz)                | Lahnstein         | Koppelstein             | 2            |                                             |
| Schloß Schönburg (Oberwesel)       | Damscheid         | Goldemund               | 11           |                                             |
| Schloß Schönburg (Oberwesel)       | Damscheid         | Sonnenstock             | 5            |                                             |
| Schloß Schönburg (Oberwesel)       | Dellhofen         | Römerkrug               | 7            |                                             |
| Schloß Schönburg (Oberwesel)       | Dellhofen         | St. Wernerberg          | 7            |                                             |
| Schloß Schönburg (Oberwesel)       | Langenscheid      | Hundert                 | 1            |                                             |
| Schloß Schönburg (Oberwesel)       | Oberwesel         | Bernstein               | 11           | Großlage nach der Schönburg benannt         |
| Schloß Schönburg (Oberwesel)       | Oberwesel         | Goldemund               | 4            |                                             |
| Schloß Schönburg (Oberwesel)       | Oberwesel         | Ölsberg                 | 5            |                                             |
| Schloß Schönburg (Oberwesel)       | Oberwesel         | Römerkrug               | 3            |                                             |
| Schloß Schönburg (Oberwesel)       | Oberwesel         | St. Martinsberg         | 16           |                                             |
| Schloß Schönburg (Oberwesel)       | Oberwesel         | Sieben Jungfrauen       | 1            |                                             |
| Schloß Schönburg (Oberwesel)       | Perscheid         | Rosental                | 1            |                                             |
| Schloß Schönburg (Oberwesel)       | Urbar             | Beulsberg               | 3            |                                             |
| Lahntal (Obernhof)                 | Obernhof          | Goetheberg              | 5            |                                             |
| Lahntal (Obernhof)                 | Weinähr           | Giebelhöll              | 1            |                                             |
| Schloß Reichenstein (Oberheimbach) | Niederheimbach    | Froher Weingarten       | 11           |                                             |
| Schloß Reichenstein (Oberheimbach) | Niederheimbach    | Reifersley              | 5            |                                             |
| Schloß Reichenstein (Oberheimbach) | Niederheimbach    | Schloß Hohneck          | 3            |                                             |
| Schloß Reichenstein (Oberheimbach) | Niederheimbach    | Soonecker Schloßberg    | 8            | Einzellage nach der Burg Sooneck            |
| Schloß Reichenstein (Oberheimbach) | Oberheimbach      | Klosterberg             | 16           | Großlage nach der Burg Reichenstein benannt |
| Schloß Reichenstein (Oberheimbach) | Oberheimbach      | Römerberg               | 10           |                                             |
| Schloß Reichenstein (Oberheimbach) | Oberheimbach      | Sonne                   | 16           |                                             |
| Schloß Reichenstein (Oberheimbach) | Oberheimbach      | Wahrheit                | 17           |                                             |
| Schloß Reichenstein (Oberheimbach) | Trechtingshausen  | Morgenbachtaler         | 3            |                                             |
| Schloß Stahleck (Bacharach)        | Bacharach         | Insel Heylesen Werth    | 2            | Großlage nach der Burg Stahleck benannt     |
| Schloß Stahleck (Bacharach)        | Bacharach         | Hahn                    | 10           |                                             |
| Schloß Stahleck (Bacharach)        | Bacharach         | Mathias Weingarten      | 2            |                                             |
| Schloß Stahleck (Bacharach)        | Bacharach         | Posten                  | 4            |                                             |
| Schloß Stahleck (Bacharach)        | Bacharach         | Wolfshöhle              | 20           |                                             |
| Schloß Stahleck (Bacharach)        | Manubach          | Langgarten              | 1            |                                             |
| Schloß Stahleck (Bacharach)        | Manubach          | Mönchwingert            | 4            |                                             |
| Schloß Stahleck (Bacharach)        | Manubach          | St. Oswald              | 1            |                                             |
| Schloß Stahleck (Bacharach)        | Medenscheid       | Kloster Fürstental      | 5            |                                             |
| Schloß Stahleck (Bacharach)        | Oberdiebach       | Bischofshub             | 1            |                                             |
| Schloß Stahleck (Bacharach)        | Oberdiebach       | Fürstenberg             | 22           |                                             |
| Schloß Stahleck (Bacharach)        | Oberdiebach       | Kräuterberg             | 1            |                                             |
| Schloß Stahleck (Bacharach)        | Oberdiebach       | Rheinberg               | 1            |                                             |
| Schloß Stahleck (Bacharach)        | Steeg             | Hambusch                | 1            |                                             |
| Schloß Stahleck (Bacharach)        | Steeg             | Lenneborn               | 3            |                                             |
| Schloß Stahleck (Bacharach)        | Steeg             | St. Jost                | 7            |                                             |
| Schloß Stahleck (Bacharach)        | Steeg             | Schloß Stahlberg        | 1            |                                             |